# FAQ: Frequently Asked Questions
FAQ: Frequently Asked Questions es un largometraje escrito y dirigido por Carlos Atanes.

## Ficha artística
- Xavier Tort - Nono
- Anne-Céline Auché - Angeline
- Manuel Solàs - Jefe insurgente
- Raúl Mena - Aprendiz de insurgente
- Marta Timón - Inspectora de Metacontrol
- Antonio Vladimir - Actor del Método
- Neus Bernaus - Asistente de la Número 3
- Anna Diogène - Número 3
- Neus Suñé - Cirujana
- Xavier Tor Sanz - Mayordomo
- Christian Stamm - "The Voice"

## Sinopsis
París. Un futuro cercano y probable. La Fraternidad de Metacontrol gobierna Europa. Angeline, ciudadana ejemplar e irreprochable acaba de ingresar en la Orden... Pero su relación con un hombre especial, Nono, le hará cuestionarse profundamente los principios de la Doctrina. La acción transcurre en un futuro próximo, en una Europa controlada por un gobierno totalitario, integrado exclusivamente por mujeres. FAQ es una distopía crítica e imaginativa, a medio camino entre la fantasía onírica y la reflexión política.

## Comentarios
Uno de los escasos largometrajes españoles que pertenecen al género de la ciencia ficción. Rodado en vídeo digital a lo largo de un año de forma independiente y post-producido a lo largo de otros tres años, fue presentado en público a finales de 2004 en el Festival Internacional de Cinema de Girona, el Festival de Cine Fantástico Buenos Aires Rojo Sangre y en el Congreso Español de Ciencia ficción (HispaCon).
Producida al margen de las ayudas institucionales y del apoyo de las empresas de distribución, FAQ comenzó un tortuoso periplo a través de certámenes de diferente envergadura que la llevó a convertirse en uno de los largometrajes españoles del año 2005 más seleccionado en festivales de cine de todo el mundo. Esto no bastó, sin embargo, para despertar el interés ni de la administración ni de las distribuidoras españolas. No obstante, las buenas críticas cosechadas en páginas web de cine fantástico e independiente y el reconocimiento de los festivales de Atenas y Oporto condujeron a que una distribuidora de Nueva York (S.R.S. Cinema, L.L.C.) tomara la iniciativa de encargarse de su distribución durante cinco años. Finalmente en agosto de 2007 FAQ apareció a la venta en formato DVD en el mercado internacional. En diciembre de 2007 FortKnox Audiovisual lanza una edición especial en DVD con material adicional y el corto documental About FAQ.

## Premios y menciones
- 7th International Panorama of Independent Filmmakers, (Atenas, Grecia): PREMIO al MEJOR LARGOMETRAJE
- 26th Fantasporto - Porto International Film Festival, (Oporto, Portugal): NOMINADA al Premio Europeo de Cine Fantástico MÉLIÈS DE PLATA.